# Llista de ciutats d'Europa
Aquesta és una llista de ciutats d'Europa per país, incloent països que tenen com a mínim alguna extensió dins de les fronteres geogràfiques europees, segons definicions segures. Per a una llista de ciutats en la Unió Europea, vegeu ciutats més poblades de la Unió Europea.

## Estats sobirans
| - Llista de ciutats d'Albània - Llista de les grans ciutats d'Alemanya - Llista de poblacions d'Andorra - Llista de ciutats d'Armènia - Llista de ciutats i viles d'Àustria - Llista de ciutats de l'Azerbaidjan - Llista de ciutats de Belarús - Llista de ciutats de Bèlgica - Llista de ciutats de Bòsnia i Hercegovina - Llista de ciutats de Bulgària - Llista de ciutats de Croàcia - Llista de ciutats de Dinamarca - Llista de municipis d'Espanya - Llista de ciutats d'Estònia - Llista de ciutats d'Eslovàquia - Llista de ciutats d'Eslovènia - Llista de ciutats de Finlàndia - Llista de ciutats de França - Llista de ciutats de Geòrgia - Llista de les ciutats de Grècia - Llista de pobles i ciutats d'Hongria - Llista de ciutats i pobles a Islàndia - Llista de ciutats i pobles de la República d'Irlanda - Llista de les ciutats més grans d'Itàlia - Llista de ciutats del Kazakhstan - Llista de ciutats de Kosovo | - Llista de ciutats de Letònia - Llista de ciutats de Liechtenstein - Llista de ciutats de Lituània - Llista de ciutats de Luxemburg - Llista de ciutats de Macedònia del Nord - Llista de ciutats de Malta - Llista de ciutats de Moldàvia - Llista de ciutats de Montenegro - Llista de ciutats dels Països Baixos - Llista de ciutats de Noruega - Llista de ciutats de Polònia - Llista de ciutats de Portugal - Llista de ciutats del Regne Unit - Llista de ciutats i pobles de Romania - Llista de les ciutats de Rússia - Llista de ciutats de San Marino - Llista de ciutats de Sèrbia - Llista de ciutats de Suècia - Llista de ciutats de Suïssa - Llista de ciutats de Turquia - Llista de ciutats de la República Txeca - Llista de ciutats d'Ucraïna - Llista de ciutats de Xipre |